# Schatten-Klasse
Die Schatten-Klassen, auch Schatten-von-Neumann-Klassen, benannt nach Robert Schatten und John von Neumann, sind spezielle Algebren von Operatoren, die im mathematischen Teilgebiet der Funktionalanalysis untersucht werden. Sie haben viele Eigenschaften mit den Folgenräumen {\displaystyle \ell ^{p}} gemeinsam.

## Definition
Ist {\displaystyle T\colon H\rightarrow G} ein kompakter linearer Operator zwischen unendlichdimensionalen Hilberträumen (im Endlichdimensionalen bricht die Folge ab), so gibt es eine monoton fallende Folge {\displaystyle \left(s_{n}\right)_{n}} nicht-negativer reeller Zahlen mit {\displaystyle s_{n}\rightarrow 0} und orthonormale Folgen {\displaystyle \left(e_{n}\right)_{n}} in {\displaystyle H} und {\displaystyle \left(f_{n}\right)_{n}} in {\displaystyle G}, sodass
- {\displaystyle \textstyle Tx=\sum _{n=1}^{\infty }s_{n}\langle x,e_{n}\rangle f_{n}} für alle {\displaystyle x\in H} gilt und
- die Operatoren {\displaystyle \textstyle \sum _{n=1}^{N}s_{n}\langle \cdot ,e_{n}\rangle f_{n}} für {\displaystyle N\to \infty } in der Operatornorm gegen {\displaystyle T} konvergieren.

Das ist die sogenannte Schmidt-Darstellung. Die Zahlenfolge {\displaystyle \left(s_{n}\right)_{n}} ist im Gegensatz zu den orthonormalen Folgen eindeutig durch {\displaystyle T} bestimmt. Man schreibt daher {\displaystyle s_{n}(T)} für das {\displaystyle n}-te Folgenglied und nennt diese Zahl auch den {\displaystyle n}-ten singulären Wert von {\displaystyle T}. Man kann zeigen, dass die Quadrate dieser Zahlen die monoton fallende Eigenwertfolge des kompakten und positiven Operators {\displaystyle T^{*}T\in L(H)} bilden.
Für {\displaystyle 1\leq p<\infty } ist die {\displaystyle p}-te Schatten-Klasse kompakter Operatoren von {\displaystyle H} nach {\displaystyle G} durch
{\displaystyle {\mathcal {S}}_{p}(H,G)\,:=\,\{T\colon H\rightarrow G\,\mid \,T\,{\rm {kompakt}},\,\left(s_{n}(T)\right)_{n}\in \ell ^{p}\}}
definiert. Dabei ist {\displaystyle \ell ^{p}} der Folgenraum der zur {\displaystyle p}-ten Potenz summierbaren Folgen. Für {\displaystyle T\in {\mathcal {S}}_{p}(H,G)} definiert man die {\displaystyle p}-Norm des Operators gerade durch diese Norm der Folge:
{\displaystyle \|T\|_{p}:=\left(\sum _{n=1}^{\infty }s_{n}(T)^{p}\right)^{\frac {1}{p}}}
Die {\displaystyle p}-Norm des Operators ist also genau die {\displaystyle \ell ^{p}}-Norm der zugehörigen Folge der singulären Werte des Operators.
Für den Fall {\displaystyle G=H} schreibt man abkürzend {\displaystyle {\mathcal {S}}_{p}(H):={\mathcal {S}}_{p}(H,H)}. Oft nennt man nur diese Räume Schatten-Klassen.

## Spezialfälle
Für {\displaystyle p=1} entspricht der Raum {\displaystyle {\mathcal {S}}_{1}(H,G)} der Menge der Spurklasseoperatoren.
Für {\displaystyle p=2} entspricht {\displaystyle {\mathcal {S}}_{2}(H,G)} dem Hilbertraum der Hilbert-Schmidt-Operatoren.

## Eigenschaften
- Die Schatten-Klassen haben viele Eigenschaften mit den {\displaystyle \ell ^{p}}-Räumen gemeinsam. {\displaystyle {\mathcal {S}}_{p}(H)} ist mit der {\displaystyle p}-Norm ein Banachraum. Für {\displaystyle p\leq q} gilt {\displaystyle \|\cdot \|_{p}\geq \|\cdot \|_{q}} und daher {\displaystyle {\mathcal {S}}_{p}(H)\subset {\mathcal {S}}_{q}(H)}. Ferner gilt stets {\displaystyle \|T\|\leq \|T\|_{p}}, wobei {\displaystyle \|T\|} die Operator-Norm von {\displaystyle T} ist.

- {\displaystyle {\mathcal {S}}_{p}(H)} ist mit der Operator-Multiplikation sogar eine Banachalgebra mit isometrischer Involution, wobei die Involution die Adjunktion ist. Sind {\displaystyle T\in {\mathcal {S}}_{p}(H)} und {\displaystyle A,B\in L(H)} stetige lineare Operatoren auf {\displaystyle H}, so ist {\displaystyle ATB\in {\mathcal {S}}_{p}(H)} und es gilt {\displaystyle \|ATB\|_{p}\leq \|A\|\|T\|_{p}\|B\|}. Die Schatten-Klassen sind daher zweiseitige Ideale in {\displaystyle L(H)}.

- Seien {\displaystyle 1<p,q<\infty } mit {\displaystyle {\tfrac {1}{p}}+{\tfrac {1}{q}}=1} konjugierte Zahlen. Gilt dann {\displaystyle T\in {\mathcal {S}}_{p}(H)} und {\displaystyle S\in {\mathcal {S}}_{q}(H)}, so ist das Produkt {\displaystyle TS} ein Spurklasse-Operator und es gilt {\displaystyle \operatorname {Sp} (TS)\leq \|T\|_{p}\|S\|_{q}}. Jedes {\displaystyle S\in {\mathcal {S}}_{q}(H)} definiert daher durch {\displaystyle T\mapsto \operatorname {Sp} (TS)} ein stetiges lineares Funktional {\displaystyle \psi _{S}} auf {\displaystyle {\mathcal {S}}_{p}(H)}. Man kann zeigen, dass die Abbildung {\displaystyle S\mapsto \psi _{S}} ein isometrischer Isomorphismus von {\displaystyle {\mathcal {S}}_{q}(H)} auf den Dualraum von {\displaystyle {\mathcal {S}}_{p}(H)} ist, oder kurz {\displaystyle {\mathcal {S}}_{p}(H)\,'\cong {\mathcal {S}}_{q}(H)}. Man hat also auch hier ganz ähnliche Verhältnisse wie bei den Folgenräumen. Insbesondere sind die Schatten-Klassen für {\displaystyle 1<p<\infty } reflexiv, sie sind sogar gleichmäßig konvex. Wie bei den Folgenräumen ist dies für {\displaystyle {\mathcal {S}}_{1}(H)} nicht der Fall. Die Verhältnisse für {\displaystyle {\mathcal {S}}_{1}(H)} sind im Artikel Spurklasseoperator näher beschrieben.

## Lokale Theorie der Schatten-Klassen
Auch im Rahmen der lokalen Theorie der Banachräume sind zentrale strukturelle Aspekte der endlich-dimensionalen Schatten-Klassen studiert worden; diese Räume sind von Bedeutung etwa im Bereich der Low-Rank matrix recovery, darunter die asymptotischen Volumina ihrer Einheitskugeln sowie Entropiezahlen oder auch s-Zahlen für natürliche Einbettungen zwischen diesen Räumen. Darüber hinaus wurde für Einheitskugeln selbstadjungierter Schatten-Klassen für den Fall {\displaystyle p>3} die berühmte Variance Conjecture bewiesen.